# Marek Kania
Marek Kania (Warschau, 2 april 1999) is een Poolse langebaanschaatser. In zijn eerste internationale seizoen bij de senioren, 2021-2022, won Kania een bronzen medaille bij een wereldbekerwedstrijd 500m in Stavanger.

## Records

### Persoonlijke records
| Afstand      | Tijd     | Datum           | Baan                |
| ------------ | -------- | --------------- | ------------------- |
| 500 meter    | 34,12    | 26 januari 2025 | Calgary             |
| 1000 meter   | 1.07,67  | 25 januari 2025 | Calgary             |
| 1500 meter   | 1.48,45  | 13 oktober 2024 | Inzell              |
| 3000 meter   | 4.05,80  | 3 maart 2018    | Inzell              |
| 5000 meter   | 7.23,51  | 3 maart 2019    | Tomaszów Mazowiecki |
| 10.000 meter | 16.04,90 | 17 maart 2019   | Tomaszów Mazowiecki |

(laatst bijgewerkt: 26 januari 2025)

## Resultaten
| Jaar | Olympische Spelen | EK Sprint           | WK Sprint               | WK Afstanden                    | Wereldbeker        |
| ---- | ----------------- | ------------------- | ----------------------- | ------------------------------- | ------------------ |
| 2022 | 16e 500m          |                     | NS4 (16e, 21e, 18e, NS) |                                 | 7e 500m 35e 1000m  |
| 2023 |                   |                     |                         | 14e 500m 4e teamsprint          | 12e 500m 39e 1000m |
| 2024 |                   |                     | 11e · (, 15e, 6e, 20e)  | 18e 500m 5e teamsprint          | 7e 500m 38e 1000m  |
| 2025 |                   | 7e (7e, 9e, 5e, 8e) |                         | 9e 500m 13e 1000m 5e teamsprint | 5e 500m 20e 1000m  |